# Список синглов № 1 в США в 2010 году (Billboard)

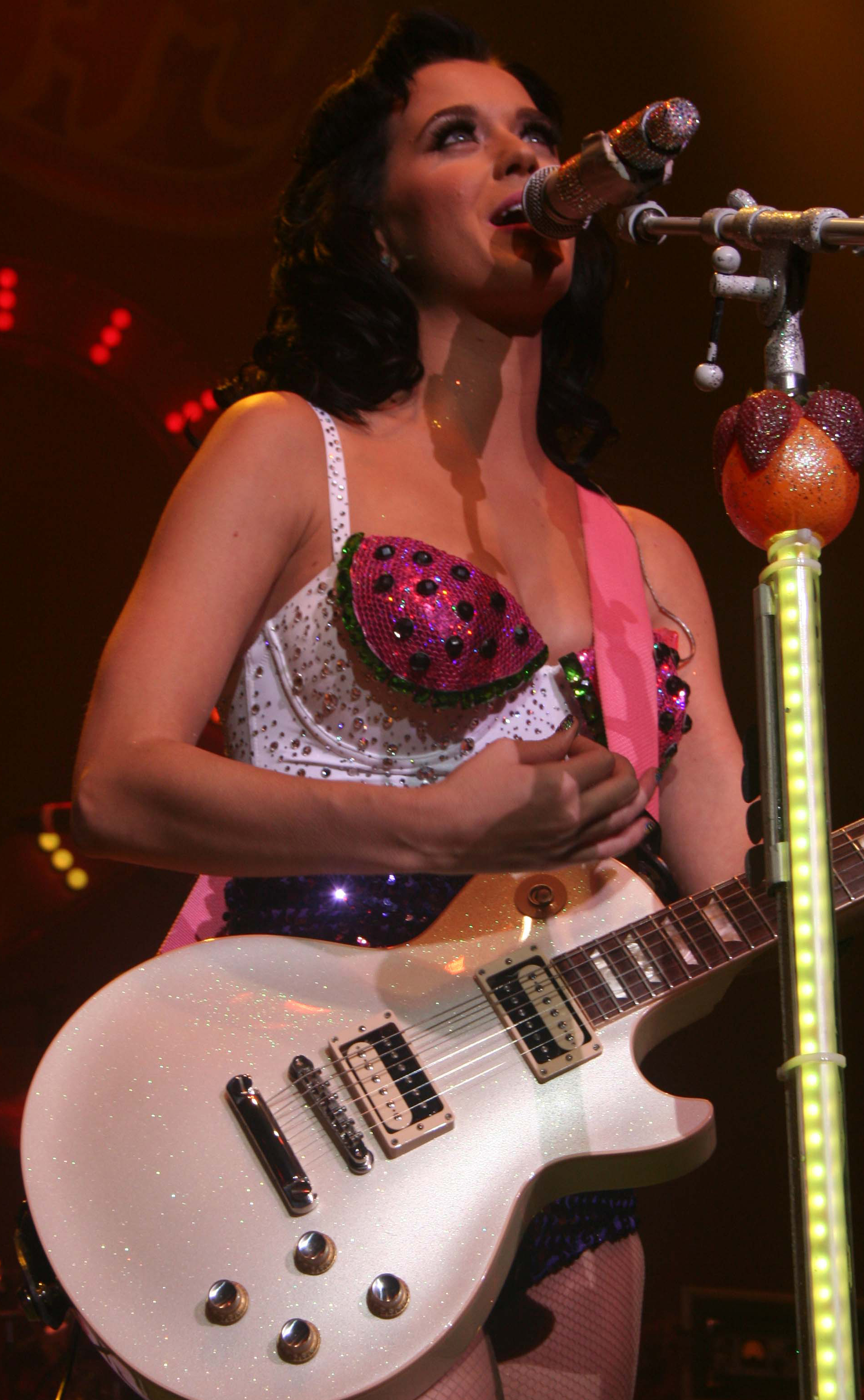
Певица Кэти Перри вместе с рэпером Snoop Dogg спели главный летний хит 2010 года «California Gurls»

Список синглов № 1 в США в 2010 году — включает синглы, возглавлявшие главный хит-парад Северной Америки в 2010 году. В нём учитываются наиболее продаваемые синглы (песни) исполнителей США, как на физических носителях (лазерные диски, грампластинки, кассеты), так и в цифровом формате (mp3 и другие). Составляется редакцией старейшего музыкального журнала США Billboard и поэтому называется Billboard Hot 100 («Горячая Сотня» журнала Billboard).

## Общие сведения
- В начале года на 9 недель на № 1 месте был хит «Tik Tok» американской певицы Kesha. Главным летним лидером стал хит «California Gurls» певицы Кэти Перри и рэпера Snoop Dogg, который лидировал 6 недель (также № 1 в Канаде, Австралии, Великобритании, Новой Зеландии, Ирландии и т. д.). Для Кэти он стал вторым чарттоппером после сингла «I Kissed a Girl» (№ 1 в 2008), а для рэпера Snoop Dogg это его 3-й лидер чарта после «Drop It Like It's Hot» (2004, вместе с Pharrell) и «I Wanna Love You» (2006, вместе с Эйкон)[3].
- Рэпер Эминем и певица Рианна имели по 2 хита № 1 за первые 8 месяцев 2010 года, причём сначала сольно, а потом в дуэте. При этом хит Эминема Not Afraid стал 16-й песней в истории «Billboard» сразу дебютировавшей в этом чарте на первом месте[4]. В июле первое место занял сингл «Love the Way You Lie» (Eminem, при участии Рианна), возглавлявшего чарт 7 недель[5]. Этот хит стал 4-м (из 5) для Эминема и 7-м (из 14) для Рианны чарттопперми в их карьере[6][7].
- После этого в ноябре Рианна совершила скачок с 60 места на первое с песней What's My Name, сместив Кешу, и тем самым суммарно возглавила хит парад 8 раз, поставив очередной рекорд. Для певца Дрейка, с кем она исполнила эту песню, этот сингл стал его первым номер 1.

## Список синглов № 1

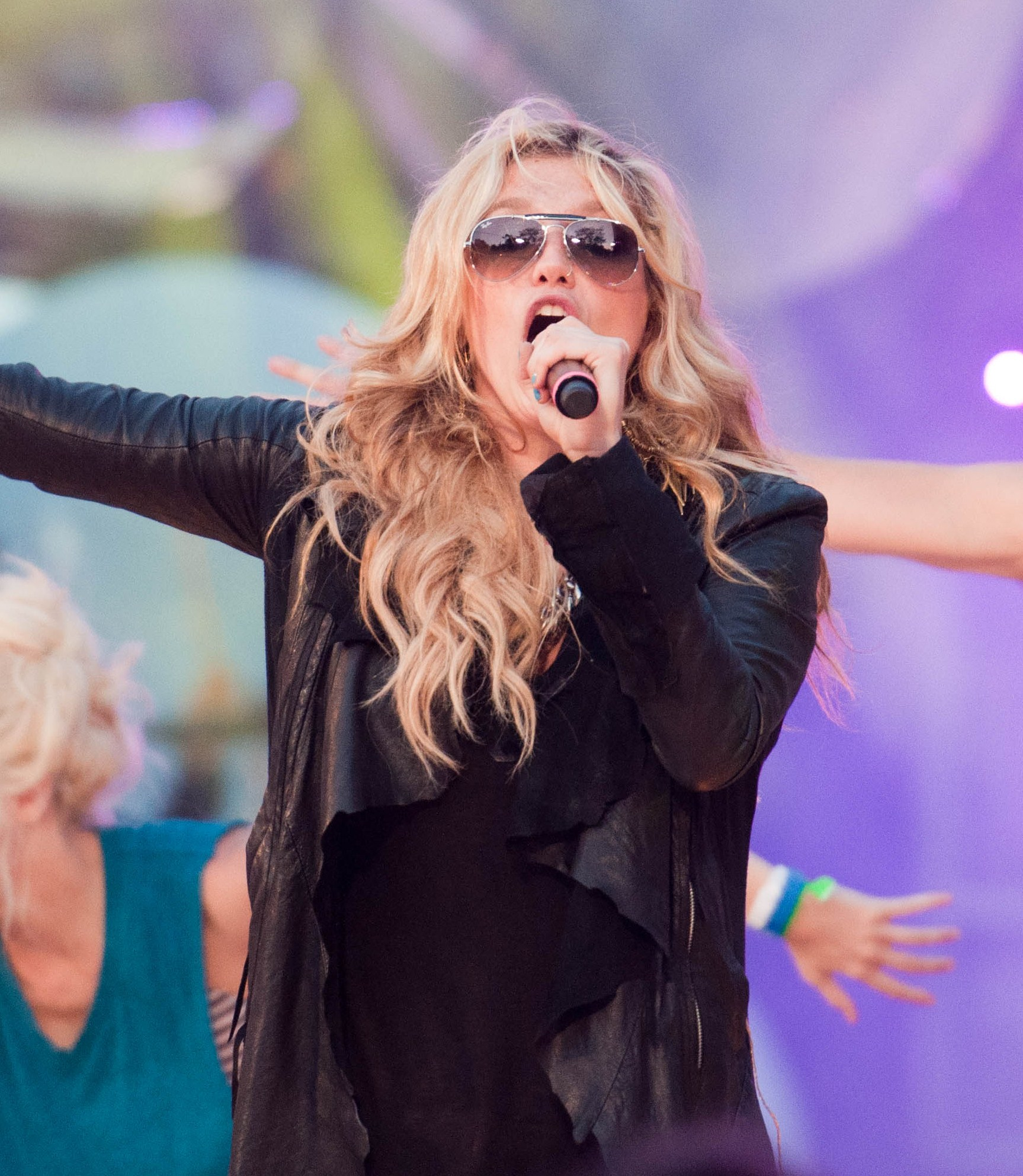
Певица Kesha с хитом «Tik Tok» лидировала более двух месяцев

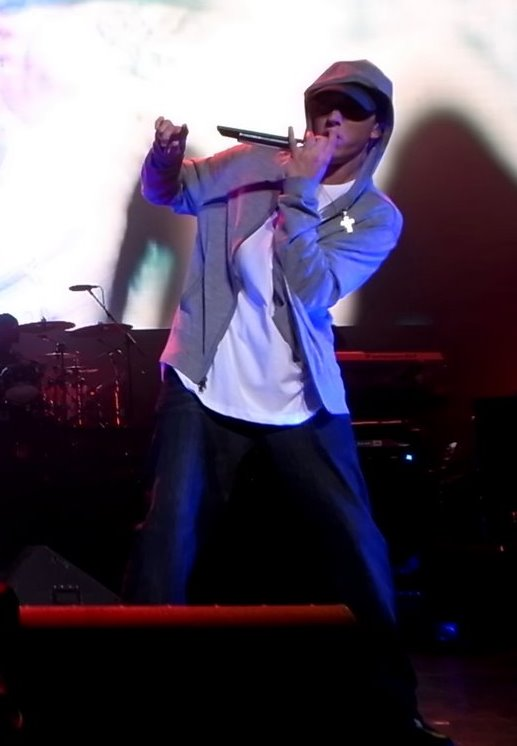
Рэпер Эминем, выпустивший дебютировавший на первой строчке сингл Not Afraid, лидировал со своей песней всего одну неделю

| Дата        | Песня                      | Исполнитель                                      | Ссылка |
| ----------- | -------------------------- | ------------------------------------------------ | ------ |
| 2 января    | «Tik Tok»                  | Кеша                                             | [ 8 ]  |
| 9 января    | «Tik Tok»                  | Кеша                                             | [ 9 ]  |
| 16 января   | «Tik Tok»                  | Кеша                                             | [ 10 ] |
| 23 января   | «Tik Tok»                  | Кеша                                             | [ 11 ] |
| 30 января   | «Tik Tok»                  | Кеша                                             | [ 12 ] |
| 6 февраля   | «Tik Tok»                  | Кеша                                             | [ 13 ] |
| 13 февраля  | «Tik Tok»                  | Кеша                                             | [ 14 ] |
| 20 февраля  | «Tik Tok»                  | Кеша                                             | [ 15 ] |
| 27 февраля  | «Tik Tok»                  | Кеша                                             | [ 16 ] |
| 6 марта     | «Imma Be»                  | The Black Eyed Peas                              | [ 17 ] |
| 13 марта    | «Imma Be»                  | The Black Eyed Peas                              | [ 18 ] |
| 20 марта    | «Break Your Heart»         | Тайо Крус при участии Лудакриса                  | [ 19 ] |
| 27 марта    | «Rude Boy»                 | Рианна                                           | [ 20 ] |
| 3 апреля    | «Rude Boy»                 | Рианна                                           | [ 21 ] |
| 10 апреля   | «Rude Boy»                 | Рианна                                           | [ 22 ] |
| 17 апреля   | «Rude Boy»                 | Рианна                                           | [ 23 ] |
| 24 апреля   | «Rude Boy»                 | Рианна                                           | [ 24 ] |
| 1 мая       | «Nothin' on You»           | B.o.B при участии Бруно Марс                     | [ 25 ] |
| 8 мая       | «Nothin' on You»           | B.o.B при участии Бруно Марс                     | [ 26 ] |
| 15 мая      | «OMG»                      | Ашер при участии will.i.am                       | [ 27 ] |
| 22 мая      | «Not Afraid»               | Эминем                                           | [ 28 ] |
| 29 мая      | «OMG»                      | Ашер при участии will.i.am                       | [ 29 ] |
| 5 июня      | «OMG»                      | Ашер при участии will.i.am                       | [ 30 ] |
| 12 июня     | «OMG»                      | Ашер при участии will.i.am                       | [ 31 ] |
| 19 июня     | «California Gurls»         | Кэти Перри при участии Snoop Dogg                | [ 32 ] |
| 26 июня     | «California Gurls»         | Кэти Перри при участии Snoop Dogg                | [ 33 ] |
| 3 июля      | «California Gurls»         | Кэти Перри при участии Snoop Dogg                | [ 34 ] |
| 10 июля     | «California Gurls»         | Кэти Перри при участии Snoop Dogg                | [ 35 ] |
| 17 июля     | «California Gurls»         | Кэти Перри при участии Snoop Dogg                | [ 36 ] |
| 24 июля     | «California Gurls»         | Кэти Перри при участии Snoop Dogg                | [ 37 ] |
| 31 июля     | «Love the Way You Lie»     | Эминем при участии Рианны                        | [ 38 ] |
| 7 августа   | «Love the Way You Lie»     | Эминем при участии Рианны                        | [ 39 ] |
| 14 августа  | «Love the Way You Lie»     | Эминем при участии Рианны                        | [ 40 ] |
| 21 августа  | «Love the Way You Lie»     | Эминем при участии Рианны                        | [ 41 ] |
| 28 августа  | «Love the Way You Lie»     | Эминем при участии Рианны                        | [ 42 ] |
| 4 сентября  | «Love the Way You Lie»     | Эминем при участии Рианны                        | [ 43 ] |
| 11 сентября | «Love the Way You Lie»     | Эминем при участии Рианны                        | [ 44 ] |
| 18 сентября | «Teenage Dream»            | Кэти Перри                                       | [ 45 ] |
| 25 сентября | «Teenage Dream»            | Кэти Перри                                       | [ 46 ] |
| 2 октября   | «Just the Way You Are»     | Бруно Марс                                       | [ 47 ] |
| 9 октября   | «Just the Way You Are»     | Бруно Марс                                       | [ 48 ] |
| 16 октября  | «Just the Way You Are»     | Бруно Марс                                       | [ 49 ] |
| 23 октября  | «Just the Way You Are»     | Бруно Марс                                       | [ 50 ] |
| 30 октября  | «Like a G6»                | Far East Movement при участии The Cataracs и Dev | [ 51 ] |
| 6 ноября    | «Like a G6»                | Far East Movement при участии The Cataracs и Dev | [ 52 ] |
| 13 ноября   | «We R Who We R»            | Кеша                                             | [ 53 ] |
| 20 ноября   | «What's My Name?»          | Рианна при участии Дрейка                        | [ 54 ] |
| 27 ноября   | «Like a G6»                | Far East Movement при участии The Cataracs и Dev | [ 55 ] |
| 4 декабря   | «Only Girl (In the World)» | Рианна                                           | [ 56 ] |
| 11 декабря  | «Raise Your Glass»         | Пинк                                             | [ 57 ] |
| 18 декабря  | «Firework»                 | Кэти Перри                                       | [ 58 ] |
| 25 декабря  | «Firework»                 | Кэти Перри                                       | [ 59 ] |